# بينتون جونسون
بينتون جونسون (بالإنجليزية: Benton Johnson)‏ هو عالم اجتماع أمريكي، ولد في 1928.